# 1. deild karla
Die 1. deild karla ist die zweithöchste Spielklasse im isländischen Fußball. Sie wird vom isländischen Fußballverband betrieben.

## Geschichte
Die Liga wurde 1955 (bis 1996 noch unter dem Namen 2. deild karla) gegründet. Vor der Saison 2007 wurde die Teilnehmeranzahl auf 12 Plätze aufgestockt, davor gab es sehr viele Jahre lang nur 10 Teilnehmer. Seit 2008 haben dabei die drei höchsten Spielklassen alle 12 teilnehmende Vereine.

## Modus
Die zwölf Teams spielen in einer einfachen Hin- und Rückrunde gegeneinander, so dass jedes Team 22 Spiele absolviert. Der Meister steigt sofort in die Besta deild auf, die Mannschaften auf Platz zwei bis fünf ermitteln in einer Play-off-Runde den zweiten Aufsteiger. Die zwei letztplatzierten Mannschaften steigen zum Saisonende in die 2. deild karla ab.

## Teilnehmer der Saison 2025
Folgende zwölf Vereine nehmen an der Saison 2025 teil:
| - Þór Akureyri - Fjölnir Reykjavík - Fylkir Reykjavík - UMF Grindavík - Keflavík ÍF - HK Kópavogur | - Leiknir Reykjavík - UMF Njarðvík - ÍR Reykjavík - Þróttur Reykjavík - UMF Selfoss - Völsungur Húsavík |

## Bisherige Meister
| - 1955: ÍBA Akureyri - 1956: ÍB Hafnarfjörður - 1957: Keflavík ÍF - 1958: Þróttur Reykjavík - 1959: ÍBA Akureyri - 1960: ÍB Hafnarfjörður - 1961: ÍB Ísafjörður - 1962: Keflavík ÍF - 1963: Þróttur Reykjavík - 1964: ÍBA Akureyri - 1965: Þróttur Reykjavík - 1966: Fram Reykjavík - 1967: ÍBV Vestmannaeyja - 1968: ÍA Akranes - 1969: Víkingur Reykjavík - 1970: Breiðablik Kópavogur - 1971: Víkingur Reykjavík - 1972: ÍBA Akureyri - 1973: Víkingur Reykjavík - 1974: FH Hafnarfjörður - 1975: Breiðablik Kópavogur - 1976: ÍBV Vestmannaeyja - 1977: Þróttur Reykjavík - 1978: KR Reykjavík | - 1979: Breiðablik Kópavogur - 1980: KA Akureyri - 1981: Keflavík ÍF - 1982: Þróttur Reykjavík - 1983: Fram Reykjavík - 1984: FH Hafnarfjörður - 1985: ÍBV Vestmannaeyja - 1986: Völsungur Húsavík - 1987: Víkingur Reykjavík - 1988: FH Hafnarfjörður - 1989: UMF Stjarnan - 1990: Víðir Garði - 1991: ÍA Akranes - 1992: Fylkir Reykjavík - 1993: Breiðablik Kópavogur - 1994: UMF Grindavík - 1995: Fylkir Reykjavík - 1996: Fram Reykjavík - 1997: Þróttur Reykjavík - 1998: Breiðablik Kópavogur - 1999: Fylkir Reykjavík - 2000: FH Hafnarfjörður - 2001: Þór Akureyri - 2002: Valur Reykjavík | - 2003: Keflavík ÍF - 2004: Valur Reykjavík - 2005: Breiðablik Kópavogur - 2006: Fram Reykjavík - 2007: UMF Grindavík - 2008: ÍBV Vestmannaeyja - 2009: UMF Selfoss - 2010: Víkingur Reykjavík - 2011: ÍA Akranes - 2012: Þór Akureyri - 2013: Fjölnir Reykjavík - 2014: Leiknir Reykjavík - 2015: UMF Víkingur - 2016: KA Akureyri - 2017: Fylkir Reykjavík - 2018: ÍA Akranes - 2019: ÍF Grótta - 2020: Keflavík ÍF 1 - 2021: Fram Reykjavík - 2022: Fylkir Reykjavík - 2023: ÍA Akranes - 2024: ÍBV Vestmannaeyja |